# Kees van der Wolf
Johannes Cornelis ("Kees") van der Wolf (Den Haag, 21 maart 1944 – Willemstad, 9 november 2014) was een Nederlands orthopedagoog en hoogleraar aan de Universiteit van Amsterdam, de Anton de Kom Universiteit van Suriname en de Universiteit van Curaçao. Hij werd bekend door zijn onderzoeken naar de kwaliteit van het speciaal onderwijs, schooluitval, pedagogische kennisontwikkeling, gedragsproblemen bij jongeren en adolescenten en het inclusief onderwijs. Ook was hij betrokken bij diverse internationale projecten op zijn vakgebied en adviseerde overheden, schoolbesturen en schooldirecties over diverse onderwijsgerelateerde zaken.

## Biografie
Van der Wolf groeide op in Den Haag in een gezin met een oudere zus. Hij begon als leerling aan het Gymnasium Haganum en vervolgde zijn opleiding aan de toenmalige kweekschool Het Haagsch Genootschap, alwaar hij zijn diploma onderwijzer en zijn hoofdakte behaalde. Daarna studeerde hij pedagogische en onderwijskundige wetenschappen aan de Universiteit van Amsterdam. Zijn doctoraalexamen sociale wetenschappen behaalde hij op 30 augustus 1972. Hij promoveerde op 21 september 1984 op een onderzoek naar schooluitval in het primair onderwijs. Na zijn studie was hij vijfendertig jaar werkzaam aan de Universiteit van Amsterdam als wetenschappelijk medewerker. De laatste zeven jaar tot zijn pensionering was hij aldaar bijzonder hoogleraar orthopedagogiek aan de Faculteit der Maatschappij- en Gedragswetenschappen (SCO - Kohnstamminstituut). Zijn leerstoel was Psychosociale stress bij kinderen in problematische opvoedingssituaties. Op 27 november hield hij zijn inaugurale rede onder de titel Stresstheoretische aspecten van de orthopedagogiek. Op 1 april 2005 ging hij met emeritaat. Van 2003 tot 2007 was hij tevens lector gedragsproblemen bij de Hogeschool Utrecht. In 2007 werd hij benoemd tot hoogleraar orthopedagogiek aan de Universiteit van Suriname. In 2010 werd hij benoemd tot honorair hoogleraar aan de humanitair-pedagogische staatsuniversiteit in Perm, Rusland. Op 6 november 2014 trad hij aan als buitengewoon hoogleraar Onderwijs en onderwijsinnovatie aan de Algemene Faculteit van de Universiteit van Curaçao. Zijn oratie handelde over het verbeteren van de kwaliteit van het onderwijs om schooluitval te voorkomen. Van der Wolf publiceerde vele artikelen en boeken. Hij stond bekend als expert op het gebied van opvoeding en onderwijs en gaf daarover vele lezingen. Kenmerkend voor zijn werkwijze was het verbinden van wetenschappelijke kennis met praktijkervaring.

## Boeken
- dr. F. Smit, drs. H. Moerel, prof. dr. K. van der Wolf & prof. dr. P. Sleegers - Building bridges between home and school Instituut voor Applied Social Sciences, Universiteit Nijmegen; ISBN 9055541281
- K van der Wolf en P. Huizenga (red.) - Het Nederlandse Beroepsonderwijs: valt daar iets aan te doen? Uitgeverij Garant, Antwerpen 2011
- K van der Wolf en T. van Beukering - Gedragsproblemen in scholen: het denken en handelen van leraren. Uitgeverij Acco, Leuven, 2009, paperback 320 pagina's. ISBN 9033474980
- Kees van der Wolf, Tanja van Beukering en Theo Veldkamp - Succesvol omgaan met gedragsproblemen, Uitgeverij Acco, Leuven, paperback, ISBN 9033495384

## Publicaties
- J. C. van der Wolf (1984) - Schooluitval: een empirisch onderzoek naar de samenhang tussen schoolinterne factoren en schooluitval in het reguliere onderwijs, Proefschrift, Uitgever Swets & Zeitlinger, Lisse, 1984, ISBN 9026505655
- J. C. van der Wolf (1995) - Mag het wat meer orthopedagogiek zijn? - Nederlands tijdschrift voor opvoeding, vorming en onderwijs, 2, 73-85.
- J.C. van der Wolf (1996) - Objectivismus und Konstruktivismus: Implikationen für Ausbildung und Forschung in der (Heil)pädagogik, Heilpädagogische Forschung, 22, 147-152
- J. C. van der Wolf (1998) - Stresstheoretische aspecten van de orthopedagogiek. inaugurale rede, uitgave Van Loghum Slaterus, Houten, 1998
- Roeser, R, Wolf, J.C. van der & Strobel, K. (2001) - On the Relation between Social-Emotional and School Functioning During Early Adolescence: Preliminary Findings from Dutch and American Samples. Journal of School Psychology, 39, 2, 111-139.
- Wolf, K. van der & Beukering, T. van (2001) - Working with challenging parents within the framework of inclusive education (pp. 149-156). In F. Smit, K. van der Wolf & P. Sleegers (Eds.), A Bridge to the Future. Collaboration between Parents, Schools and Communities. Nijmegen: ITS.
- Luc Stevens en Kees van der Wolf (2001) - Kennisproductie van de Nederlandse orthopedagogiek - proeve van een probleemstelling, Pedagogiek, 21e jaargang nummer 4, 2001
- Wittenboer, G. van de, Wolf, K. van der & Dixhoorn, J. van (2003). Respiratory Variability and Psychological Well-Being in Schoolchildren. in: Behavior Modification, 653-670.
- Wolf, K. van der & Everaert, H. (2003) - Teacher Stress, Challenging Parents and Problem Students. In S. Castelli, M. Mendel, & B. Ravn (Eds.), School, Family, and Community Partnership in a World of Differences and Changes (pp. 135-146). Gdánsk: Wydawnictwo Uniwersytetu Gdanskiego
- Godfried van den Wittenboer, Kees van der Wolf, Jan van Dixhoorn (2003) - Respiratory variability and psychological well-being in schoolchildren.; Behav Modif 2003 Oct;27(5):653-70
- Everaert, H.A., & Wolf, J.C. van der (2005) - Behaviorally Challenging Students and Teacher Stress. Utrecht: Hogeschool Utrecht, Faculteit Educatie, Kenniskring Gedragsproblemen in de onderwijspraktijk, KG-publicatie 1.
- Wolf, K. van der & Everaert, H. (2005) - Challenging Parents, Teacher Characteristics and Teacher Stress. In R-M. Martínez-González, M. Pérez-Herrero, & B. Rodríguez-Ruiz (Eds.), Family-school-community partnerships merging into social development (pp 233-253). Oviedo: Grupo SM. (4)
- Wolf, J.C. van der (2005) - Ontzorgen: een kritische analyse van zorgprojecten in het VMBO. Tijdschrift voor Orthopedagogiek, 44, 325-337
- Everaert, H, & Wolf, K. van der, (2006) - Stress in the Student-Teacher relationship in Dutch Schools: A Replication Study of Greene, Abidin, and Kmetz’s Index of Teaching Stress (ITS). In: R. Lambert & C. McCarthy, Understanding Teacher Stress in an Age of Accountability.(pp. 121-143). Greenwich, Con: IAP.
- Everaert, H.A., & Wolf, J.C. van der (2007) - Gender Perceptions of Challenging Student Behavior and Teacher Stress. In G.S. Gates, M. Wolverton, & W.H. Gmelch (eds.). Emerging Thought and Research on Student, Teacher, and Administrator Stress and Coping (pp. 93-107). Greenwich, Connecticut: Information Age Publishing Inc.
- Prakke, B., Peet, A. van, & Wolf, J.C. van der (2007) - Challenging parents, teacher occupational stress and health in Dutch primary schools. International Journal about Parents in Education, 1, 36-44.
- Wolf, K. van der (2007) - Het wassende water van de leerlingenzorg: hoe meer zorgprofessionals in de scholen, hoe meer problemen? MESO, 27 (154), 5-9.
- Shane A Norris, Robert W Roeser, Linda M Richter, Nina Lewin, Carren Ginsburg, Stella A Fleetwood, Elizabeth Taole, Kees van der Wolf (2008) - South African-ness Among Adolescents: The Emergence of a Collective Identity within the Birth to Twenty Cohort Study. Journal of Early Adolescence, 2008 Feb;28(1):51-69
- Wolf, K. van der (2009) - Bewerkelijke ouders in het basisonderwijs en speciaal basisonderwijs. In F. Smit (red.), Ouders en school. Ouderbetrokkenheid en ouderparticipatie in de praktijk (pp. 62-70). Den Haag: Sdu Uitgevers i.s.m. Expertisecentrum Ouders, School en Buurt.
- Wolf, K van der en Huizenga, P. (2010) - De kern van KJK: analyse en perspectief. Kind in de Kern in de Gemeente Steenwijkerland. Bussum Van Wolf & Beukering.
- Wolf, K. van der (2011) - Kinder mit besonderen Bedürfnissen und Inklusion in der Montessori-Pädagogik: Ideen und Hintergrunde in sich wandelnden Kontexten. In E. Eckert & I. Waldschmidt (Hg.). Inklusion: Menschen mit besonderen Bedürfnissen und Montessori Pädagogik. (pp. 72-83). Berlin: Lit Verlag.
- Wolf, K. van der (2011) - Schuurpapier. Nederland: wereldkampioen testen, toetsen en etiketten plakken. in: Zone, 10 (3), 10.
- Van der Wolf, K. van der (2011) - Mixed methoden in onderwijsstudies. In J. Menke (red.), Het standaardbeeld van de wetenschap in Suriname: problemen en alternatieven (pp. 27-31). Occasional Paper 1. Paramaribo: Institute for Graduate Studies and Research.
- Wolf, K. van der (2011) - Onderwijsondersteuning. In J. van der Ploeg & E. Scholte, Orthopedagogische probleemvelden en voorzieningen in Nederland. Antwerpen-Apeldoorn: Garant.
- Wolf, K. van der (2011) - Hoe zorgelijk is de leerlingenzorg? Een kritische beschouwing. In: Orthopedagogiek: onderzoek en praktijk, 50, 129-136.
- Wolf, K. van der (2011) - Sociaal-emotionele ontwikkeling en OGW. Leg de lat hoog. JSW, 96 (4), pagina 38-41.
- Wolf, K. van der (2012) - De kracht van de ‘lekenbenadering’. Over leerlingenzorg en schoolontwikkeling. BasisschoolManagement, 26 (5), pagina 4-8.
- Wolf, K. van der (2012). Over de ‘verdeskundiging’ van de opvoeding: stoppen met ge-screen, ge-therapie en de etikettenmachine. In: Smit, F. (red.), Brug naar de toekomst. Partnership Ouders, school en buurt. Meesterklasbijdragen 2 (pp. 59-65). Nijmegen: ITS, Radboud Universiteit Nijmegen.
- Kees van der Wolf( 2013) - On empowerment and disEMpowerment of parents, International Journal about Parents in Education, 2013 vol. 7, no. 1, 84-89 ISSN 1973-3518
- Fariel Ishaak, Nanne Karel de Vries, Kees van der Wolf (2014) - Test implementation of a school-oriented drug prevention program "Study without Drugs": pre- and post-testing for effectiveness. - BMC Public Health 2014 11;14:590. Epub 2014 Jun 11.

## Personalia
Van der Wolf was getrouwd met de pedagoog Tanja van Beukering met wie hij ook intensief samenwerkte op het vakgebied. Hij kreeg met haar twee dochters. Hij overleed te Willemstad op Curaçao op 9 november 2014.